# تحالف مسلم حر ضد الإرهاب (منظمة)
تحالف مسلم حر ضد الإرهاب (بالإنجليزية: Free Muslim Coalition Against Terrorism)‏ هي منظمة إسلامية، ومقرها في واشنطن العاصمة، وتتكون من المسلمين والعرب الأميركيين مخصصة لاتخاذ موقف ضد الإرهاب. ومن المعروف FMCAT أيضا باسم اختصار ل «الائتلاف الإسلامي الحر ضد الإرهاب» أو اسم أقصر من «المسلمين حرة». وهو مكرس لمكافحة التطرف.
وقد أسسها في مايو 2004 المغترب كمال نواش، وهو محام ومهاجر فلسطيني. وقد ظهرت كمال نواش على السي إن إن، قناة الجزيرة، وقناة فوكس نيوز. وقد ظهر أيضا في البرامج التلفزيونية بما في ذلك أوريلي فاكتور، وكذلك على قناة العربية وغيرها.